# Édouard-Léon Scott de Martinville
Édouard-Léon Scott de Martinville (25 tháng 4 năm 1817 – 26 tháng 4 năm 1879) là một nhà in ấn, nhà phát minh và nhà bán sách người Pháp. Ông là người sáng chế ra thiết bị ghi âm đầu tiên được biết đến, phonautograph, được cấp bằng sáng chế ở Pháp vào ngày 25 tháng 3 năm 1857.

## Những năm đầu đời
Là một người thợ in, ông có khả năng đọc báo cáo về những khám phá khoa học mới nhất và đã trở thành một nhà phát minh. Scott de Martinville quan tâm đến việc thu âm âm thanh bài phát biểu của con người theo cách tương tự với kỹ thuật nhiếp ảnh mới ra đời vào thời điểm ấy. Ông hy vọng một hình thức tốc ký có thể ghi lại toàn bộ cuộc trò chuyện mà không có bất kỳ thiếu sót nào. Mối quan tâm đầu tiên của ông là cải tiến hình thức tốc ký. Ông là tác giả của một số bài viết về tốc ký và lịch sử của đề tài này.